# Eczemotes saintaignani
Eczemotes saintaignani är en skalbaggsart som beskrevs av Stefan von Breuning 1982. Eczemotes saintaignani ingår i släktet Eczemotes och familjen långhorningar. Inga underarter finns listade i Catalogue of Life.